# Jan Harlan

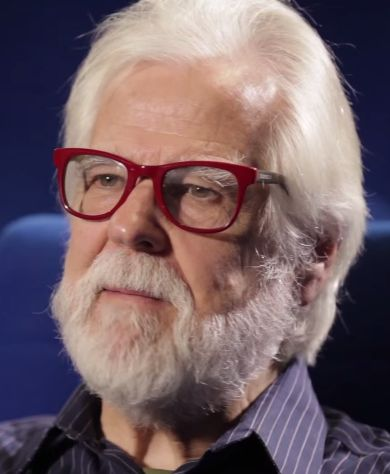
Jan Harlan beim Dublin International Film Festival 2015

Jan Harlan (* 5. Mai 1937 in Karlsruhe) ist ein deutscher ausführender Produzent, Regisseur und Dozent an Filmhochschulen, der vor allem durch seine Arbeit als ausführender Produzent für seinen Schwager Stanley Kubrick bekannt geworden ist.

## Leben
Jan Harlan ist der Sohn der Opernsänger Fritz Moritz Harlan (1901–1970) und Ingeborg Harlan (geborene de Freitas), die in den 1930er Jahren am Karlsruher Staatstheater engagiert waren. Er ging in Freiburg zur Schule, wo sein Vater ab 1948 engagiert war. 1962 ging er in die USA. Seit 1970 lebt er in England.
Harlan war zunächst Mitarbeiter bei Kubricks nicht realisiertem Napoleon-Projekt, bevor er als Produktionsassistent bei Uhrwerk Orange einstieg. Seitdem betreute er alle Filme von Stanley Kubrick als ausführender Produzent. Diese Funktion hatte er auch bei Kubricks letztem Projekt A.I. – Künstliche Intelligenz, das nach dessen Tod von Steven Spielberg realisiert wurde. 2001 debütierte Harlan als Regisseur mit der Dokumentation Stanley Kubrick – Ein Leben für den Film. Für diesen Film wurde er bei den DVD Exclusive Awards in der Kategorie Beste Originalretrospektive nominiert.
Neben seiner Tätigkeit als Nachlassverwalter Kubricks, gemeinsam mit seiner Schwester Christiane Kubrick, realisierte Harlan 2006 die 85-minütige Dokumentation Oh, du glücklicher Malcolm! über den Schauspieler Malcolm McDowell.

## Privates
Harlan ist der Bruder von Christiane Kubrick, der Witwe Stanley Kubricks, der somit sein Schwager war. Ferner ist er der Neffe des deutschen Regisseurs Veit Harlan. Er hat drei Söhne. Sein Sohn Dominic ist als Musiker tätig und arbeitete bei Eyes Wide Shut mit. Sein Sohn Manuel war bislang als Fotograf, Kameraassistent und Kameramann (beispielsweise für Stanley Kubrick – Ein Leben für den Film) in der Filmproduktion tätig.

## Filmografie (Auswahl)
- 1971: Uhrwerk Orange (A Clockwork Orange)
- 1975: Barry Lyndon
- 1980: Shining (The Shining)
- 1987: Full Metal Jacket
- 1999: Eyes Wide Shut
- 2001: Stanley Kubrick – Ein Leben für den Film (Stanley Kubrick – A Life in Pictures)
- 2001: A.I. – Künstliche Intelligenz (Artificial Intelligence: A.I.)
- 2002: Kubrick, Nixon und der Mann im Mond (Opération lune, als Darsteller)
- 2006: Dvorak Who?
- 2006: Oh, du glücklicher Malcolm! (O Lucky Malcolm!)